# Stenurella approximans
Stenurella approximans är en skalbaggsart som först beskrevs av Wilhelm Gottlob Rosenhauer 1856.  Stenurella approximans ingår i släktet Stenurella och familjen långhorningar.
Artens utbredningsområde är Portugal. Inga underarter finns listade i Catalogue of Life.